# Orbán Attila (jégkorongozó)
Orbán Attila (Szekszárd, 1990. június 1. –), visszavonult magyar válogatott jégkorongozó. Háromszoros magyar bajnok és egyszeres magyar kupa-győztes.

## Pályafutása

### Klubcsapatai

#### A kezdetek
1996-ban kezdett jégkorongozni a Dunaferr SE-ben. 
Kercsó Árpád hívta jégkorongozni, de kipróbálta magát birkózásban, atlétikában és úszásban is. Már a kezdetekben megmutatkozott tehetsége, hiszen pályafutása kezdetétől 2003-ig a Dunaferr SE játékosa.

#### A dunaújvárosi évek
Ebben az évben a fővárosi Budapest Stars csapatába igazolt, ahol 2005-ben serdülő bajnok lett, majd hazatért Dunaújvárosba. 2006-ban serdülő bajnoki címet, 2006 és 2008 között pedig junior bajnokságot nyert a Dunaferr SE színeiben. 2008-ban csapatával megvédte az ifjúsági bajnoki címet, a döntőben két gólt lőtt az Alba Volán ellen. Ebben az évben nem rendeztek junior magyar bajnokságot, így csak az ifjúsági csapatban szerepelt.
2008-ban bemutatkozott a Jégtörők másodosztályú csapatában, valamint - mivel az ifjúsági világbajnokságon megbízható védőmunkájával felhívta magára a Dab.Docler MOL Ligában induló felnőtt csapata stábjának figyelmét - a 2008-2009-es idényben a felnőtt csapatban is szerepet kapott. Ebben az évben egyszerre vett részt a junior bajnokságban, a MOL Ligában, valamint az OB/I B-ben, így a szezonban több, mint 100 mérkőzést játszott. 2009-ben a felnőtt csapattal a magyar bajnokság bronzérmese lett, valamint junior bajnoki címet is szerzett. A 2009-2010-es szezonban a junior és a felnőtt csapat tagja volt. 2010-ben, a MOL Liga dunaújvárosi négyes döntőjének elődöntőjén a Budapest Stars elleni vereség után a Csíkszereda csapata ellen megszerezték a bronzérmet.

#### Székesfehérváron
A 2009/2010-es szezon végén bejelentették átigazolását a székesfehérvári Sapa Fehérvár AV19 csapatához. Az ekkor huszadik életévét betöltő bekk ekkor már alapembere volt a Dab.Docler Magyar Kupa győztes és bajnoki második együttesének.  A játékost ekkor még egy évig szerződés kötötte a dunaújvárosi csapathoz, azonban fejlődése érdekében a két csapat ügyvezetője, Azari Zsolt és id. Ocskay Gábor közös közleményében jelezte, az átigazolás elé nem gördítenek akadályt.
Első EBEL szezonjában Oscar Ackeström, Ales Kranjc, Tokaji Viktor és Horváth András mellett is játszott.  Ebben a szezonban az ifj. Ocskay Gábor Jégkorong Akadémia nem indított csapatot a junior bajnokságban, mivel a junior korosztályt a MOL Ligában indította a csapat.
A Sapa Fehérvár AV19 a 2010/2011-es szezonban is megszerezte a magyar bajnoki aranyérmet, 4 győzelmes söpréssel a Dab.Docler ellen. 
Ebben a szezonban csapatával megnyerte a második alkalommal megrendezett ifj. Ocskay Gábor Emléktornát, ahol a döntőben a Graz 99ers volt az ellenfél. A tornán a legjobb fiatal játékosnak választották.
A 2011/2012-es szezonban főleg Sille Tamás mellett játszott az EBEL-ben. Ebben az évben szerezte első EBEL-gólját, 2011. december 24-én a Medvescak Zágráb ellen játszott mérkőzésen. 
A Sapa Fehérvár AV19 junior csapata, amelynek koránál fogva még tagja volt, ebben az évben is a MOL Ligában, a felnőttek között indult, a csapat a hetedik helyet érte el a bajnokságban. 
A Sapa Fehérvár AV19 a 2011/2012-es szezonban a Miskolci Jegesmedvékkel vívta a bajnoki döntőt, amelyet újra söpréssel, négy győzelemmel nyert meg.
A 2012/2013-as szezon nehezen indult számára, hiszen csak epizódszerepeket kapott az akkori edzőtől, Kevin Primeau-től.  Az ifj. Ocskay Gábor Emléktornán a csapattal a második helyet szerezte meg, a Pat Cortina által edzett Red Bull München csapata ellen maradtak alul. Ez eddig még egyetlen vendégcsapatnak sem sikerült, hiszen a Volán mindig itthon tartotta az első helyet. A csapat szakmai munkáját átvevő Jan Neliba viszont bizalmat szavazott a tehetséges védőjátékosnak, aki a cseh szakember által kínált eséllyel élni is tudott. Sille Tamás személyében továbbra is kiváló, rutinos védőtársa volt.
A szezon második felében Juraj Durco és Tokaji Viktor kiválása nyomán már elkezdődött a védők fiatalítása, közülük Orbán Attila volt a legrutinosabb, ő kétségkívül ekkor futotta addigi legjobb idényét, nagyon sokat javult a teljesítménye, szezonon belül is. 
A 2012/2013-as szezonban az ifj. Ocskay Gábor Jégkorong Akadémia is nevezett a magyar juniorbajnokságba, amelyet az Újpest ellen meg is nyert. Orbán Attila 8 mérkőzésen 2 góllal és 8 gólpasszal, +27-es mutatóval a csapat második legeredményesebb játékosa lett.

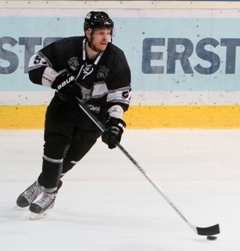
Az Ifj. Ocskay Gábor Emléktornán 2014-ben

 A szezon végén, bár a csapat nem jutott az EBEL rájátszásába, hiányérzet nélkül nyilatkozhatott arról, hogy a csapatban való együttműködést, az új taktikákat, technikai elemeket, új mentalitást, egy magasabb szintű hokit, profibb hozzáállást tanult az elmúlt három szezonjában. Fontosnak tartotta az edző és a játékos közötti kapcsolatot, amely meghatározza a munkához való hozzáállást, és az eredményességet is. A bizalom, a játéklehetőség fontos volt számára, mert érezte, hogy szükség van rá a csapatban.
A 2013/2014-es szezon új edzőt hozott Székesfehérvárra Marty Raymond személyében, aki nagy hangsúlyt kívánt fektetni a fiatal játékosok beépítésére a csapatba. A kanadai tréner nagy lelkesedéssel, konkrét elképzelésekkel és határozott célkitűzéssel kezdte munkáját. 
Két mérkőzéses eltiltást kapott a grazi Alexandre Picarddal történő verekedése után.
Id. Ocskay Gábor, a székesfehérvári klub szakosztály-igazgatója későbbi nyilatkozataiban túlzónak nevezte a két mérkőzéses eltiltást, az osztrák szövetség fegyelmi bizottságát, A DOPS-t az ellenfél játékosainak enyhébb megítélése miatt bírálta.
Az elmúlt három szezonban több, mint 150 osztrák bajnokin lépett jégre. Csapatával a 2011-2012-es szezonban bejutottak az EBEL rájátszásba. A székesfehérvári csapattal háromszor lett magyar bajnok (2011, 2012, 2013), 2013-ban a miskolci négyes döntőn megnyerték a Magyar Kupát, valamint 2014-ben a Szuper Kupát.

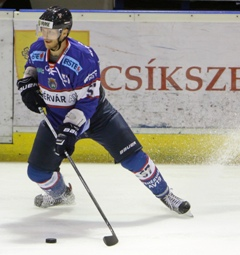
2015/2016

A 2014/2015-ös szezonban Rob Pallin irányította a Fehérvár AV19 csapatát. A fiatalítással megbízott vezetőedző már a szezon elején több bizalmat adott a fiatal játékosoknak, valamint Sille Tamás másodedzővel nagy hangsúlyt fektettek a játékosok fejlődésére is. A csapat az alapszakaszban már kiharcolta a felsőházi helyet és így a biztos playoffos részvételt, így a középszakaszban már csak a minél előkelőbb hely elérése volt a cél. A középszakasz után végül a 4. helyen zárt a csapat, és így a Vienna Capitals ellenfeleként kezdte a playoffot. A párharcot végül a bécsiek nyerték 4-2-es összesítéssel. Bár az elődöntőbe nem sikerült bejutni, a fejlődés nem csak a csapat, hanem a játékosok tudásán is meglátszott, Orbán Attila a szezon összes mérkőzésén jégre lépett, 60 mérkőzésen 4 góllal és 17 gólpasszal, így összesen 21 ponttal és +7-es +/- mutatóval zárt.
A szezon végén lejáró szerződését a klub két évre hosszabbította meg a védővel. A 2015/2016-os szezonban a 44 mérkőzéses alapszakasz után 1 góllal és 6 gólpasszal zárt. A csapat a középszakaszban az alsóházból harcolhatja ki a felsőházba jutást.

2019 júliusában bejelentette, hogy befejezi játékos pályafutását.

### Válogatott
Válogatott pályafutását 2004-ben kezdte. 2007-ben ifjúsági és juniorbajnok volt klubcsapatával, a miskolci ifjúsági világbajnokságon is részt vett. 2008-ban kiesést junior-világbajnoki részvétellel pótolta: az ifjúsági csapatból egyedüliként részt vehetett a nagy sikert hozó lettországi eseményen.2010-ben a junior világbajnokságon
A 2011-es budapesti divízió I-es jégkorong-világbajnokságon szereplő válogatott tagja volt. A torna négy mérkőzésén lépett jégre, ahol egy ponttal zárt. A 2012-es szlovéniai divízió I-es világbajnokságon részt vevő válogatottba, amelyet Kevin Primeau vezetett, nem került be. A korábbi évektől eltérően ebben az évben már tíz védőből választhatott a szövetségi kapitány. Bár Kiss Dániellel együtt végig jól dolgozott, hajtott az edzőtábor ideje alatt, a szakmai stáb végül Hetényi Pétert választotta az utazó keretbe. Három társával együtt az utolsó kiesők között volt.
2012 októberében Diego Scandella vette át Kevin Primeau helyét a válogatott élén. Az új szövetségi kapitány a 2012. november 9-11. közötti olimpiai selejtező keretébe válogatta a játékost, aki 3 mérkőzésen jégre lépve egy gólpasszal zárta a tornát.
Rich Chernomaz érkezése a válogatottnál is fiatalítási hullámot indított el. A 2013-as, hazai rendezésű divízió I-es világbajnokságon részt vevő keretbe nem hívták be, de az egy évvel későbbi, dél-koreai világbajnokságra utazó keretnek már stabil tagja volt. A 2014-es gojangi világbajnokságon a csapat a harmadik helyen zárt.
2015-ben a Divízió I/A világbajnokságot Krakkóban rendezték. A válogatott ezüstérmet nyerve feljutott az A-csoportba.